# Grbovi dalmatinskog komunalnog plemstva – Ž
Za grbove dalmatinskog komunalnog plemstva ne vrijede zakoni heraldike zbog posebnih uvjeta nastanka i vlasnika istih. Grbovi dalmatinskog komunalnog plemstva pripadaju krugu talijanskog komunalnog plemstva gdje je tradicija opisivanja s gledišta promatrača. 
Grbovi s početnim slovom  Ž

## Grbovi
| Grb | Kuća i opis grba |
| --- | --- |
|     | Žiljević, Gilli (Split) Titula: (HR) Na zlatnom polju crni orao okrunjen zlatnom krunom. Na prsima orla srebreni ljiljan. [1/31] |
|     | Žuvetić (Brač) Titula:Bračko plemstvo (HR) Brončani reljef, zvono, crkva Gospe od Batka, Pučišća, Brač.                          |
|     | Žuvić (Split) Titula: (HR) Kameni reljef, nadgrobna ploča Katarine Žuvić iz 1527., samostan u Poljudu, Split.                    |